# Kim Dong-hun
Kim Dong-hun (* 12. September 1986) ist ein ehemaliger südkoreanischer Bahn- und Straßenradrennfahrer.
Kim wurde 2005 bei der Tour of Siam einmal Etappendritter und wurde Erster in der Wertung des besten Nachwuchsfahrers. Ab Juli fuhr er für das Continental Team Purapharm aus Hongkong. Im nächsten Jahr gewann er auf der Bahn bei den Asienspielen in Doha die Goldmedaille in der Mannschaftsverfolgung und beim Mannschaftszeitfahren auf der Straße wurde er Vierter. In der Saison 2007 belegte Kim beim H. H. Vice President Cup den zweiten Platz. 2011 beendete er seine Radsportlaufbahn.

## Erfolge
2006
- Goldmedaille Asienspiele – Mannschaftsverfolgung (mit Hwang In-hyeok, Jang Sun-jae und Park Sung-baek)

## Teams
- 2005 Purapharm (ab 01.07.)
- 2010 KSPO
- 2011 KSPO